# Saint-Maurice-l'Ardoise
Saint-Maurice-l'Ardoise dit « Camp de l'Ardoise » est un camp militaire situé à Saint-Laurent-des-Arbres dans le Gard.

## Toponymie
Le camp, situé au nord de la commune de Saint-Laurent-des-Arbres à la limite avec la commune voisine de Laudun-l'Ardoise, doit son nom au lieu-dit de Saint-Maurice (nom d'un château à proximité) et à l'Ardoise, un des deux villages constituant la commune de Laudun-l'Ardoise.

## Camp de prisonniers
Il a servi de camp de prisonniers pour les forces d'occupation pendant la Seconde Guerre mondiale.

## Caserne
Le camp est ensuite utilisé comme caserne pour des compagnies républicaines de sécurité
.

## Centre d'assignation à résidence surveillée
À partir de 1957, le camp est transformé en centre d'assignation à résidence surveillée. Le camp s'étend sur un terrain de 15 hectares entouré d'un double grillage de barbelés au-delà duquel s'étire un no man's land de broussailles de plus de 50 mètres de large ceint d'une double ou triple rangée de ribards ou chevaux de frise. Des miradors sont disposés sur tout le périmètre. Le camp est dirigé par un commissaire-divisionnaire assisté de personnel technique. La garde extérieure est assurée par deux CRS (plus de 400 hommes). Sont présents des fonctionnaires des renseignements généraux pour le contrôle des assignés. Y sont internés des Algériens suspectés d'être membres du FLN. L'arbitraire et les conditions de détention sont critiquées par l'Action civique non violente et des défenseurs des droits de l'Homme. Puis des militants partisans de l'Algérie française et des personnes suspectées d'appartenir à l'OAS y ont été internés entre janvier et juillet 1962. Ils se sont regroupés dans l'association ADIMAD.

## Camp deharkis
De 1962 à 1976, le camp, utilisé comme camp de transit et de reclassement, accueille des Harkis.
En 1975, quatre hommes cagoulés et armés pénètrent dans la mairie de Saint-Laurent-des-Arbres, dans le département du Gard. Sous la menace de faire sauter ce bâtiment à la dynamite, ils obtiennent après 24 heures de négociations la dissolution du camp de harkis proche du village. À l'époque, depuis 13 ans, ce camp de Saint-Maurice-l'Ardoise accueillait 1 200 harkis et leurs familles. Il y régnait, selon Hocine Louanchi dans le film documentaire Hocine le combat d'une vie, une discipline militaire, des conditions hygiéniques minimales, violence et répression, et 40 malades mentaux erraient désœuvrés dans un isolement total vis-à-vis de la société française.
Un cimetière provisoire y est aménagé qui selon le registre d’inhumation compte 71 harkis, dont 62 enfants, tous morts entre 1962 et 1964 (l'hiver 62-63 étant particulièrement rigoureux et la rougeole fort active), dont 31 enfants en bas âge. Après la fermeture du camp, aucune inhumation définitive n'est organisée. Début 2022, la secrétaire d’État aux anciens combattants, Geneviève Darrieussecq, se rend sur place et parle de « faute » de l'Etat.
En 2019, Nadia Ghouafria, une fille de Harkis dont les parents ont transité dans ce camp, découvre la preuve officielle de l'existence de ce cimetière d'enfants de Harkis dans un document "interdit à la consultation" des archives départementales du Gard, auquel elle a accès après deux ans d'attente. Des fouilles sont menées par des archéologues de l'INRAP le 20 mars 2023 et ont permis de localiser 27 tombes, découvrant des ossements d'enfants enterrés dans des conditions sommaires. Patricia Mirallès, Secrétaire d'Etat aux Anciens combattants et à la Mémoire, présente lors d'une marche blanche le 21 avril 2023 annonce la construction d'un mémorial. Les familles auront la possibilité de recueillir les dépouilles et d'effectuer des tests ADN,,.